# 格蕾·德莱尔
格蕾·德莱尔（英語：Grey DeLisle，/dəˈlaɪl/；1973年8月24日—）是一名美国配音員、喜剧演员和唱作人。她曾为相当多的动画电影、电视剧及电子游戏配过音。她在电子游戏《吸血鬼之避世血族》中为人物Jeanette/Therese/Tourette配音的工作尤为玩家所称赞。其长期配音角色包括《反斗家族》中的Vicky、《爱酷一族》中的Mandy、《史酷比》中的Daphne Blake以及《降世神通：最后的气宗》中的Azula。

## 早年生活和事业开端
埃琳·格蕾·范奥斯布雷出生于加州奥德堡，父亲乔治·范奥斯布雷（George Van Oosbree）是卡车司机，母亲乔安娜·鲁斯（Joanna Ruth）是一名歌手。她拥有荷兰、法国、爱尔兰、墨西哥和挪威5国血统。她的双亲在她很小的时候便已离异。她还有一个弟弟。在她11岁时，她母亲成为了一名洗礼重生的五旬节教徒。随后她由外婆爱娃·弗洛雷(Eva Flores)带大。她外婆是一名歌手，曾和骚沙乐明星提托·普恩特一起登台表演。她说父亲对乡村音乐的热爱对她的音乐品味产生了很大影响。在后来的青少年时光里，她开始演唱古旧的哥特调歌曲，还听从一位密友的建议踏入了栋笃笑的圈子。在参演喜剧的同时，德莱尔还参与过学样喜剧的表演工作，并在一名选角导演的建议下，开始从事配音工作。

## 个人生活
1992年，那年19岁的她嫁给了克里斯托弗·德莱尔（Christopher DeLisle）。1年后两人离异。不过从此她就一直用上了“德莱尔”这个姓。2002年，她又嫁给了“Old 97's”乐队成员穆雷·哈蒙德(Murray Hammond)。2007年1月31日，她生下了一个儿子，取名杰弗森·塔卡斯·“塔克斯”·哈蒙德(Jefferson Texas "Tex" Hammond)。他们于2010年离异。离婚后，她开始和贾德·格里芬(Jared Griffin)约会。2人后于2012年6月27日结婚。据称他们是在Twitter上邂逅彼此的。2004年8月7日，他们的儿子哈兰·罗伊·格里芬(Harlan Roy Griffin)初生。

## 音乐作品一览
- 2000 – 《The Small Time》
- 2002 – 《Homewrecker》
- 2003 – 《Bootlegger, Vol. 1》
- 2004 – 《The Graceful Ghost》
- 2005 – 《Iron Flowers》
- 2005 – 《Loggerheads soundtrack》
- 2006 – "Willie We Have Missed You", song on Beautiful Dreamer: The Songs of Stephen Foster (Grammy winning album)
- 2007 – 《Anchored in Love: A Tribute to June Carter Cash》

## 脚注
1. ↑  . Gamewise.   [2014-10-13]. （原始内容存档于2014-10-21）.
2. ↑  . CMT. 1973-08-24  [2013-09-02]. （原始内容存档于2008-02-15）.
3. ↑  DeLisle, Grey. . Instagram.   [May 13, 2014]. （原始内容存档于2014-10-18）.
4. ↑  Steve Leggett. . AllMusic.   [10 May 2007]. （原始内容存档于2015-12-22）.
5. ↑  House, Silas. . No Depression.   [2 September 2013]. （原始内容存档于2012年10月20日）.
6. ↑  Barton, David. . No Depression.   [2 September 2013]. （原始内容存档于2013年10月22日）.
7. ↑  DeLisle, Grey. .   [31 January 2007]. （原始内容存档于2014-10-17）.
8. ↑  . Twitter.   [2013-09-02]. （原始内容存档于2013-10-28）.
9. ↑  . YouTube.   [4 January 2013]. （原始内容存档于2014-12-29）.
10. ↑  DeLisle, Grey. . Twitter.   [September 2, 2014]. （原始内容存档于2014-09-15）.